# Mandriva
Mandriva foi uma empresa franco-brasileira de software, dedicada à distribuição e suporte do sistema operacional Mandriva Linux. Tinha sua sede administrativa em Paris e uma no centro de desenvolvimento em Curitiba, além de um escritório em San Diego, nos Estados Unidos. O centro brasileiro recebia o nome de Mandriva Conectiva.
A empresa começou suas atividades em 7 de abril de 2005, ao juntar os ativos da empresa francesa MandrakeSoft e a brasileira Conectiva. No mesmo ano, a Mandriva ainda adquiriu os ativos da Lycoris, responsável por outra distribuição Linux homônima, nos Estados Unidos, para usuários domésticos. 

## Fim da Mandriva
Em maio de 2015, Mandriva entrou em processo de liquidação, e foi extinguida. Desde 27/05/2015, o site oficial, bem como outros relacionados com a empresa, ficaram offline.